# ダブルラジアス
ダブルラジアスは、オートバイ用タイヤの断面形状の呼び名の一つであり二輪車で用いられる用語。
オートバイでも三輪車では使うことはない。

## 解説
オートバイ二輪車用タイヤ（以下タイヤと表記）の断面形状には二種類存在する。
シングルラジアスとダブルラジアス。ラジアスとは半径のことである。直訳すれば一つの半径と二つの半径となる。
この呼び名はダンロップが商標登録しているため、ブリジストンでは、各々シングルクラウンとダブルクラウンと呼んでいる。クラウンとは山型の意味。その他では、シングルRとダブルRと呼ぶこともあるがこの場合のRは半径のことである。

## 歴史
ここでは歴史的に鑑みてダンロップのダブルラジアスで解説する。
二輪タイヤの歴史はオートバイ発祥の地ヨーロッパが起源でありイギリスのエイボン、ダンロップ、フランスのミシュラン、イタリアのピレリ、ドイツのメッツラー、コンチネンタル等々とても多くのタイヤメーカーが存在してロードバイクの普及と共に進化した。一方もう一つのモータリゼーションの雄アメリカでもグッドイヤーやグッドリッチ、ファイヤーストーン等が有ったが国民性と広大平野な風土の違いから永らくオフロードや楕円形をグルグル回るフラットトラックがモータースポーツの中心でありロードレースでもデイトナやインディの様に楕円の周回が主だった為に一次旋回特性が不要だったのもヨーロッパとアメリカのタイヤに求める性能が違い進化の過程に大きな隔たりが有った。
市販車両のタイヤは元々溝の無いタイヤでシングルラジアスだったが後に溝彫りグルーピングタイヤに進化してサーキット走行用にスリックタイヤが開発される中でダンロップがダブルラジアスを発明した。それが市販車両用タイヤに反映された時に区別するために生まれた用語である。

## 構造
シングルラジアスとはトレッドの曲率が一つの半径で成り立っているので仮にトレッドを延長させれば円になる。特性は路面との接地圧力を勘案しなければ常に均一性である。コーナーリングも直立からフルバンクまで癖の無い安定感が特徴であるので市販車両用のタイヤの殆どがシングルラジアスである。
ダブルラジアスとはトレッド曲率が二つの半径で構成されている。曲率 (R)の大小で構成されており外周面が小さなＲでそこからサイドウォールにかけて大きなRに曲率変化を持たせた形状になっているから断面形状は三角形のような形をしており山型とか、おむすび型と呼ばれている。元々はスリックタイヤと共に一次旋回力とコーナーリング時の接地面積及びグリップ力確保の為に開発された。サイドに向かうに従い曲率が緩くなるので路面との接地面積が増える。

## 特性
特徴としては構造上、直進安定性はシングルと比べたら悪い。一次旋回は速く、公道交差点での低速旋回でも如実に体感出来る。これは小Ｒから大Ｒへの曲率変化の大きさと比例する。昔から今でもスリックタイヤはダブルラジアスが基本である。
ダブルラジアスの一番のメリットはステアリングをどんなセッティングでクイックに振ろうともこれに優るものはない。フロントフォークの突き出しやホイールのインチダウンと比べても優位性が揺るぎないのは未だにダブルラジアスがスリックタイヤの基準として使われている事が何よりの事実である。

## 市販の経緯
最初に一般市販車両用タイヤでダブルラジアスを開発販売したのがダンロップである。バイアスタイヤ全盛の1980年代前半に登場したがＲ比率の変化は少なくシングルと比べても癖の無いものだった。
1980年代後半からラジアルタイヤが増えてきたがどのメーカーもまだ熟成期間だった為ラジアルダブルラジアスは登場していなかった。
1980年代から1990年代前半にアマチュアレース人口がピークに達し市販車ベースのレースが増えた恩恵でレース用スリックタイヤと公道用タイヤの中間に位置するSPタイヤが隆盛を極めた中で1990年にダンロップがノービスレースで勝つ為にライディーンGPR30というスリックタイヤと同じトレッド曲率のダブルラジアスを発売したが、アマチュアレーサー達、通称ノービスライダーで扱える者は極僅かでありほとんどのノービスライダーは性能を楽しみ切れなかった。
この年、ダンロップ、ブリジストン、ヨコハマの3社がSPタイヤで勝利を分けてたが一番優勝回数の多かったのがダントツでGPR30だったのだが当時のノービス優勝ライダーは国際A級レベルで性能を引き出す事が出来たがエントリーした9割の予選落ちライダーには勝てるタイヤと印象付けさせ売れることは売れたが実際には優勝ライダーは全てメーカーのスポンサードを受けており市販のコンパウンドとは違うスペシャルコンパウンドタイヤで勝っていた。シーズン後半になるとノービスライダー達はアマチュアには敷居が高いタイヤだと気がつき乗り難いとダンロップに消費者の声が聞こえるようになり、たった一年で生産中止となった。
この頃は何処のメーカーもSPタイヤはノービスライダーがノービスレースで実戦開発していた。
当時のダンロップ現場責任者の話ではスリックタイヤと同じ過度特性が一般ライダーを含め、直進ではフラフラするし、少し寝かすつもりが急にパタンと倒れる感覚が怖くて安定感が無くコントロール性能が悪いとの声が多かったのでマーケットを考えた場合に底辺のライダーまでカバー出来るようにシングルラジアスに製造転換したとされる。
その後、現在までGPR30のような極端な公道用ダブルラジアスはどこからも発売されてない。曲率比の低いダブルラジアスなら2024年現在でも入手可能である。

## 一次旋回
二輪車の直進状態から進行方向を変える過程で車体が最も傾斜した位置までに方向転換した角度分及びアングルの移動量でありスリップアングル、キャスター角、トレール、ブレーキのタイミング、バンク速度、タイヤの構造等々様々な要因が絡み合って一次旋回の質が決まる。
全く同じ車体でセッティングも変えずライディングも同じでタイヤだけをダブルラジアスからシングルラジアスに変えた場合の一例として、トレッドアングルがなだらかなので直進安定性が増し車体を寝かせると抵抗力が増しバンク速度が遅くなり感覚で覚えてる方向転換地点を過ぎても傾斜しながら真っ直ぐ進んでしまいコースアウトしてしまうのでコーナーリングブレーキ終了地点はかなり奥になりコーナリング中の設置面積が少なく滑り出しの限界が近いので結果的にコーナーリング速度は遅くなり方向転換も遅いので結果立ち上がりも遅くなりタイムを競うサーキットではシングルラジアスは不向きである。
逆にシングルラジアスに慣れたライダーがダブルラジアスに変えたら上記と真逆の現象が起きるのをイメージすれば一般公道市販タイヤで普及しないのが当然である。
2024年現在も製造されてるレーシングスリックタイヤは全てのメーカーがダブルラジアスであるがレインタイヤは各メーカー毎にシングルラジアスに近い物も有るが二輪車のウエットコンディションに於ける車体特性が過度すぎるためである。

## ライディーン
DUNLOP RIDEENの由来
当時のライディーンの主要マーケットは全国各地のサーキットレースSP400とSP250であった。一般公道でも履けるがライフサイクルが短く一部の走り屋が履く程度だった。SPレーサーは溝が９割残っていても１～３時間走行しただけで買い換えるのでタイヤの総売上高が隆盛を極めていた。
元は雷電だが
ロボットアニメ勇者ライディーンはRAIDEEN、
テクノポップYMOの楽曲ライディーンはRYDEEN、
ダンロップタイヤのライディーンは先の二つの商標登録によりRIDEENと表記される。
当時は先行して好成績だったブリヂストンのバトラックスと横浜タイヤのゲッターに対抗するにあたりブリヂストンのコンバトラーＶ、横浜タイヤのゲッターロボに対抗してライディーンと命名された。余談ではあるが更にその後YAMAHAがワークスチーム名にYMOを使用したのはRYDEENのYMOからである。
尚、アニメRAIDEENのリニューアル版ではREIDEENと表記されている。